# Valsad

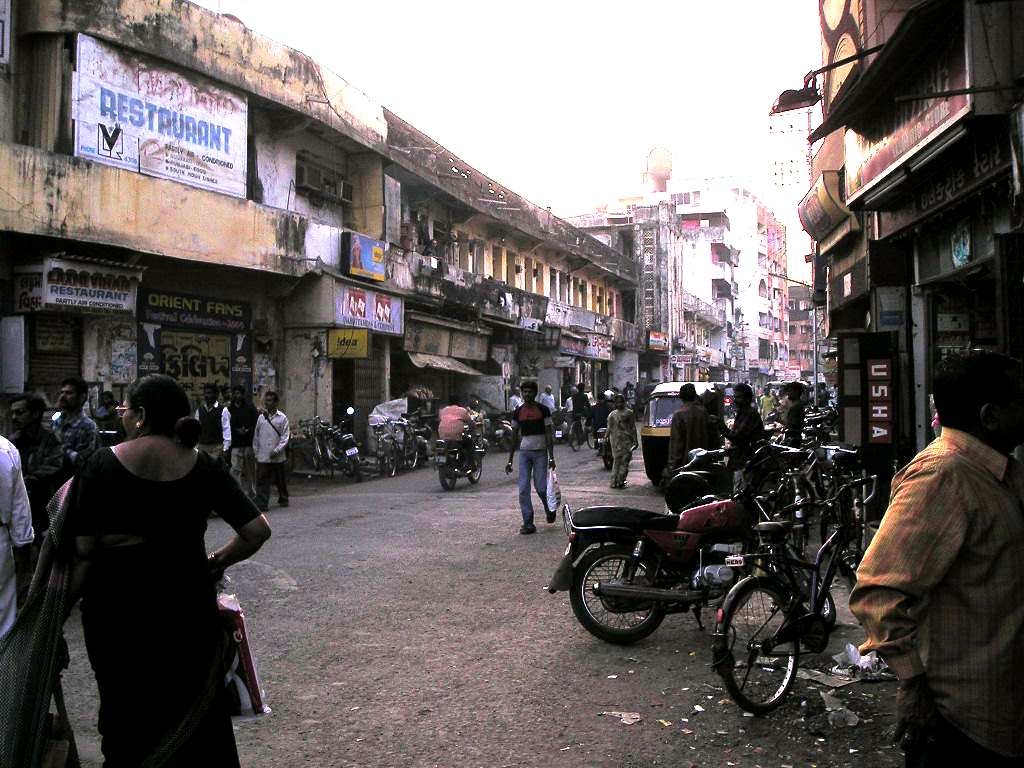
Gata i Valsad.

Valsad är en stad i delstaten Gujarat i västra Indien, och är administrativ huvudort för ett distrikt med samma namn. Folkmängden uppgick till 114 636 invånare vid folkräkningen 2011, med förorter 170 060 invånare.